# Flughafen Zweibrücken
Luchthaven Zweibrücken (Duits: Flugplatz Zweibrücken) is een internationale luchthaven in het Duitse Zweibrücken.

## Statistieken
| Jaar | Passagiers | Vracht (ton) | Vliegbewegingen |
| ---- | ---------- | ------------ | --------------- |
| 2010 | 264.247    | 385,0        | 15.945          |
| 2009 | 338.219    | 85,6         | 20.846          |
| 2008 | 327.012    | 176,6        | 25.459          |
| 2007 | 287.251    | 506,6        | ± 26.700        |